# Real-socijalizam
Realsocijalizam označava različite društvenopolitičke sustave iz prošlosti i sadašnjosti, koji su se eksplicitno pozivali na marksizam ili marksizam-lenjinizam.
Realsocijalističke države su se uglavnom nazivale „narodna republika...“ ili „Demokratska narodna republika ...“. Politički sustavi realsocijalističkih država bili su autokratski jednostranački sustavi Komunističke partije, a gospodarstvo je bilo ili planska ekonomija ili samoupravni socijalizam. 
Izraz "realsocijalizam" znači da se vlast u tim državama poziva na ideje socijalizma i komunizma. Međutim, teorija i stvarnost nisu bile iste. U realnosti se radilo o političkim sustavima koji su bili autoritarni i diktatorski uređeni.

## Realsocijalističke države
U te države ubrajale su se Albanija, Sovjetski Savez, Poljska, Čehoslovačka, Mađarska, Bugarska, Rumunjska, Demokratska Republika Njemačka (DDR), druga Jugoslavija i Mongolija od 1924. do 1992. 
I danas postoje realsocialističke države kao što su: Kina, Vijetnam, Laos, Kuba i Sjeverna Koreja.

## Građanska prava
Realsocijalističke države nisu u zapadnoeuropskom smislu demokratske: Komunistička partija je jedina ovlaštena stranka ili "stranke" koje su pod nadzorom centralnog komiteta (jednostranački sustav). 
U različitim stupnjevima, karakteristično je ograničenje građanskih prava (kao primjerice sloboda govora) te je prisutna cenzura medija, filmova, knjiga i umjetnosti. U svakom slučaju, tajna policija i policija kontroliraju opoziciju i djeluju prvenstveno protiv „unutrašnjeg neprijatelja“ (opozicije). Pravosuđe je, u različitim stupnjevima, ovisno od političkih faktora. Karakeristično za takve države su montirani sudski postupci. Socijalističke države se ponekad nazivaju "države nepostojećeg prava".
Sve socijalističke države imaju strogu državnu kontrolu, od raznih organizacija, preko klubova za mlade do sindikata. Biti član organizacije ili saveza komunista nije službeno obavezno, ali je, primjerice za napredak u karijeri, odlučujuće.

## Odnos prema religiji
Bilo kakva religija u real-socijalizmu je bila nepoželjna. Kršćanske crkve su bile pod različitim stupnjevima represije. Duhovnost je bila zamijenjena raznim kultovima ličnosti.
Jordan Kuničić, Apostolsko pismo Pavla VI. “Octogesima adveniens”. Prigodom osamdesete obljetnice enciklike Rerum novarum Lava XIII, u: Bogoslovska smotra, 41 (1971.), 2 – 3, str. 247-259.
Papa Pavao VI. je uvidjevši kakva je bila totalitaristička zbilja u zemljama realnog socijalizma upozorio kršćane u apostolskom pismu Octogesima adveniens neka ne idealiziraju socijalizam te da je "opasno ući u praksu klasne borbe i njezine marksističke interpretacije ne zapažajući onu vrst totalitarnoga i nasilnoga društva kojoj ovo zbivanje vodi". Totalitaristička zbilja o kojoj se govori su radničke pobune protiv komunističke diktature 1953., 1956., 1968. koje su vlasti krvavo ugušile
.

## Slom u Europi
Nasuprot Latinskoj Americi i Aziji, real-socijalizam u europskim državama potpuno je nestao nakon 1989. Međutim, razni kadrovi bivših komunističkih partija su u većini postkomunističkih država i dalje na raznim društvenim ili političkim položajima, ili su osnovali razne ljevičarske i desničarske stranke.